# Tour Daliborka
La tour Daliborka, aussi appelée tour Dalibor, est une tour fortifiée à Prague, en Tchéquie. Constituant l'angle nord-est de l'enceinte du château de Prague, elle accueille aujourd'hui une exposition d'instruments de torture. Son histoire a inspiré au compositeur Bedřich Smetana son opéra Dalibor.

À croire Gustav Meyrink, l'auteur en 1915 du Golem, c'était un lieu de torture : « Une ombre massive se dresse très haut, la tête dans un bonnet rigide noir : la Daliborka, la Tour de la faim, où jadis les hommes se mouraient tandis que plus bas, dans la Fosse aux cerfs, les rois traquaient le gibier ».

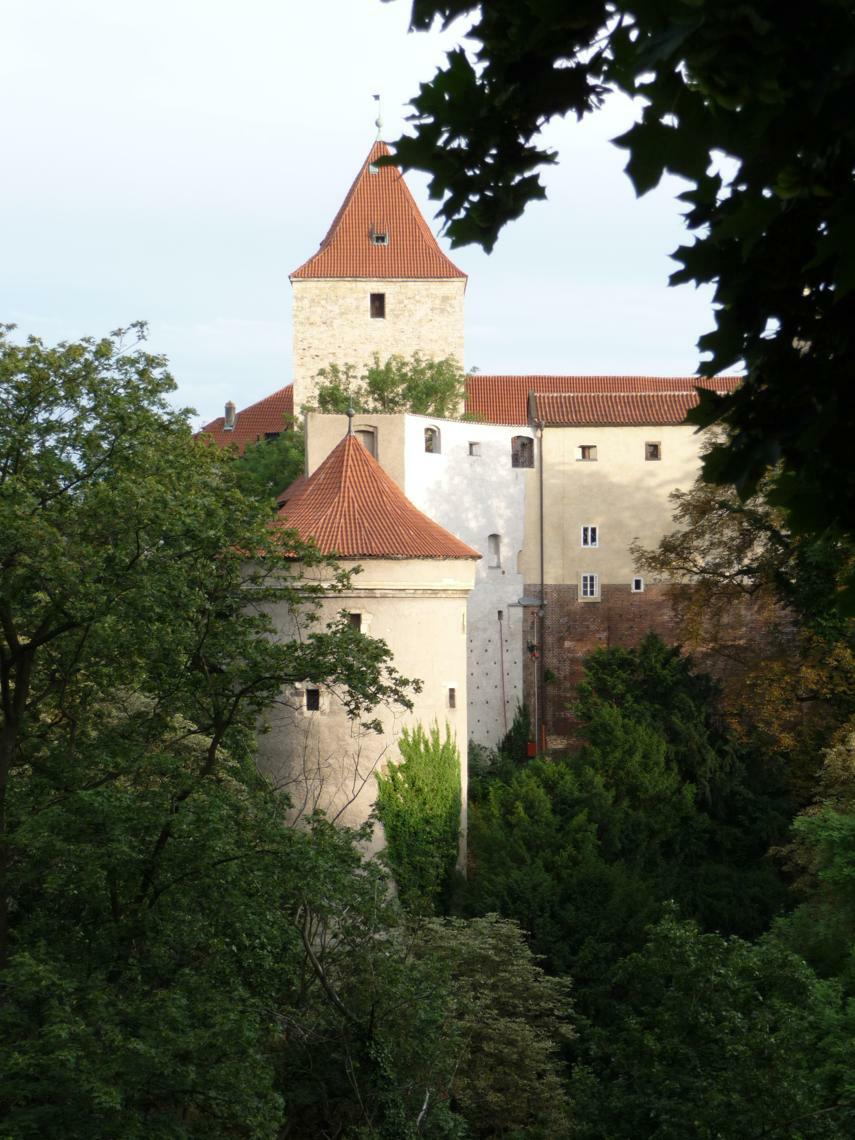
Tour
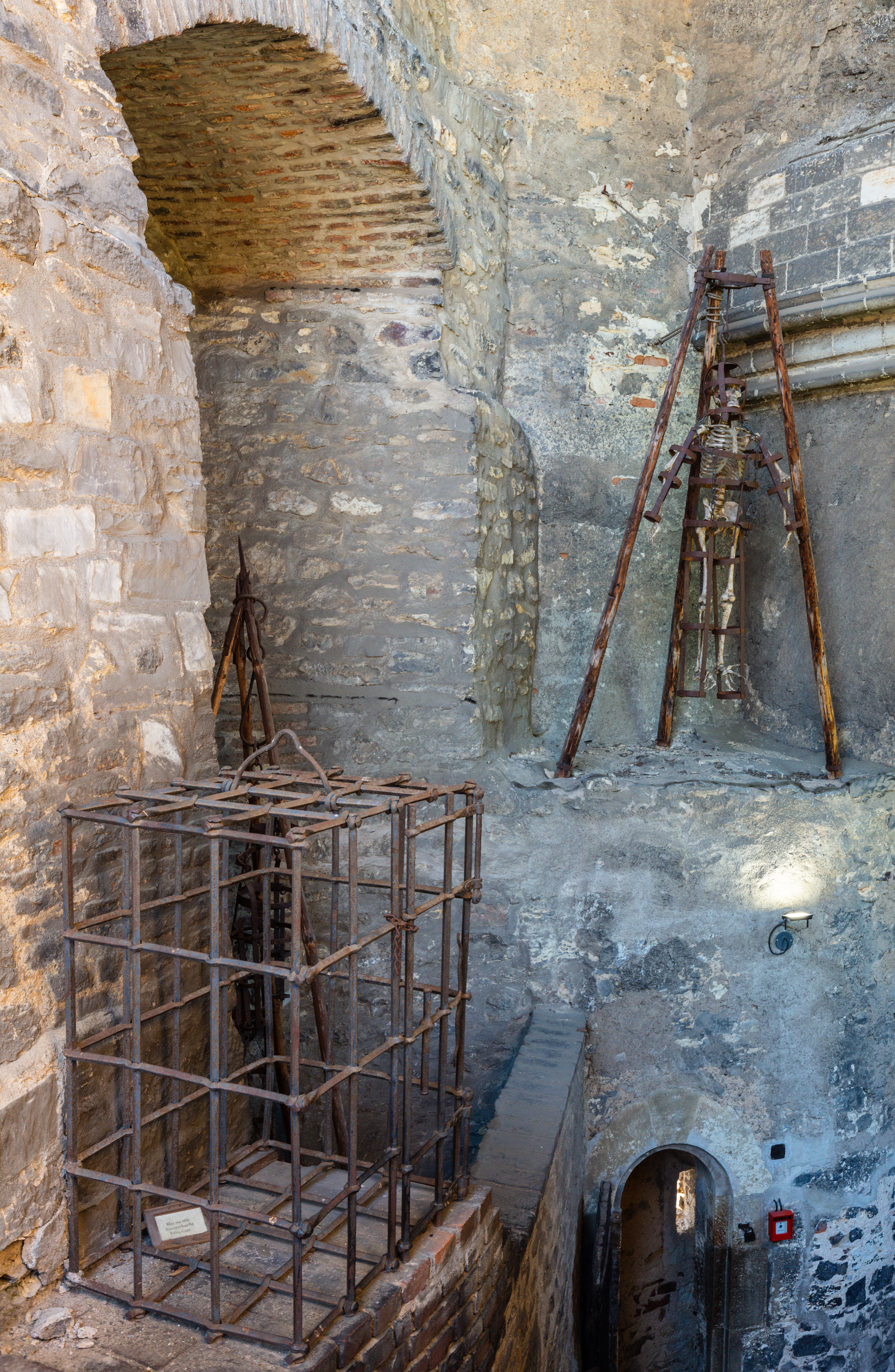
Vue de l'intérieur